# Spirits ... live
Spirits ... live is een livealbum van Justin Hayward. De opnamen voor dat album werden verricht op 17 augustus 2013 in het Buckhead Theatre in Atlanta (Georgia). Hayward toerde destijds zowel met zijn muziekgroep Moody Blues als solo. In Atlanta was er sprake van een soort unplugged concert, het slagwerk ontbreekt bijvoorbeeld. Hayward wilde terug naar de akoestische gitaar, waarop bijna al zijn nummers op zijn gecomponeerd. De meeste nummers van het album zijn terug te voeren op de Moodies.  
De dvd-versie van het album haalde twee weken de Nederlandse DVD-top 30.

## Musici
- Justin Hayward – gitaar, zang
- Alan Hewitt – toetsinstrumenten, achtergrondzang
- Julie Ragins – toetsinstrumenten, percussie, achtergrondzang
- Mike Dawes - gitaar

## Muziek
| Nr. | Titel                                                                                         | Duur |
| --- | --------------------------------------------------------------------------------------------- | ---- |
| 1.  | Tuesday afternoon (van Days of Future Passed)                                                 | 4:25 |
| 2.  | It’s up to you – Lovely to see you (van A Question of Balance en On the Threshold of a Dream) | 6:12 |
| 3.  | In your blue eyes (van Spirits of the western sky)                                            | 4:28 |
| 4.  | The western sky (van Spirits of the western sky)                                              | 7:16 |
| 5.  | Land of make believe (van Seventh Sojourn)                                                    | 5:05 |
| 6.  | New horizons (van Seventh Sojourn)                                                            | 5:08 |
| 7.  | In the beginning (van Spirits of the western sky)                                             | 3:54 |
| 8.  | One day, someday (van Spirits of the western sky)                                             | 5:09 |
| 9.  | The eastern sun (van Spirits of the western sky)                                              | 4:25 |
| 10. | It's cold outside of your heart (van The Present)                                             | 4:17 |
| 11. | Your wildest dreams (van The other side of life)                                              | 4:52 |
| 12. | Forever autumn (van Jeff Wayne's Musical Version of The War of the Worlds)                    | 4:27 |
| 13. | Question (van A Question of Balance)                                                          | 6:36 |
| 14. | Nights in White Satin (van Days of Future Passed)                                             | 5:41 |
| 15. | I know you’re out there somewhere (van Sur la mer)                                            | 5:15 |